# Halicyclops pondoensis
Halicyclops pondoensis – gatunek widłonoga z rodziny Halicyclopidae. Opisał go w 1977 roku południowoafrykański zoolog Tris H. Wooldridge. Okazy typowe (holotyp – dorosła samica, liczne paratypy obu płci) zostały złowione przez autora w listopadzie 1972 roku w estuarium rzeki Mbotyi w Transkei (południowo-wschodnie wybrzeże RPA).